# 六分儀座17
六分儀座17，又名BD-07 2972，HD 88195、SAO 137385、HR 3989，是六分儀座的一颗恒星，视星等为5.91，位于銀經249.45，銀緯37.19，其B1900.0坐标为赤經10h 5m 9.4s，赤緯-7° 37.19′ 1″。